# Scheldecross

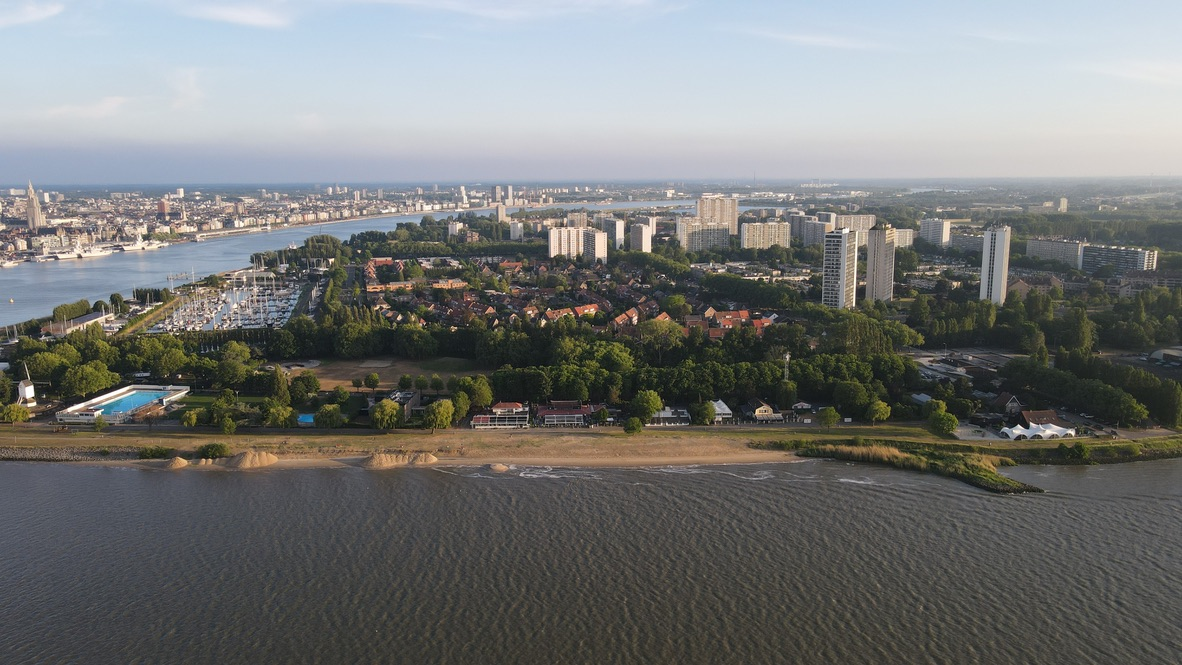
Der Sint-Annastrand, vorne in der Bildmitte, ist Austragungsort des Scheldecross.

Der Scheldecross ist ein Cyclocrossrennen, das seit 2006 im belgischen Antwerpen ausgetragen wird.

## Geschichte

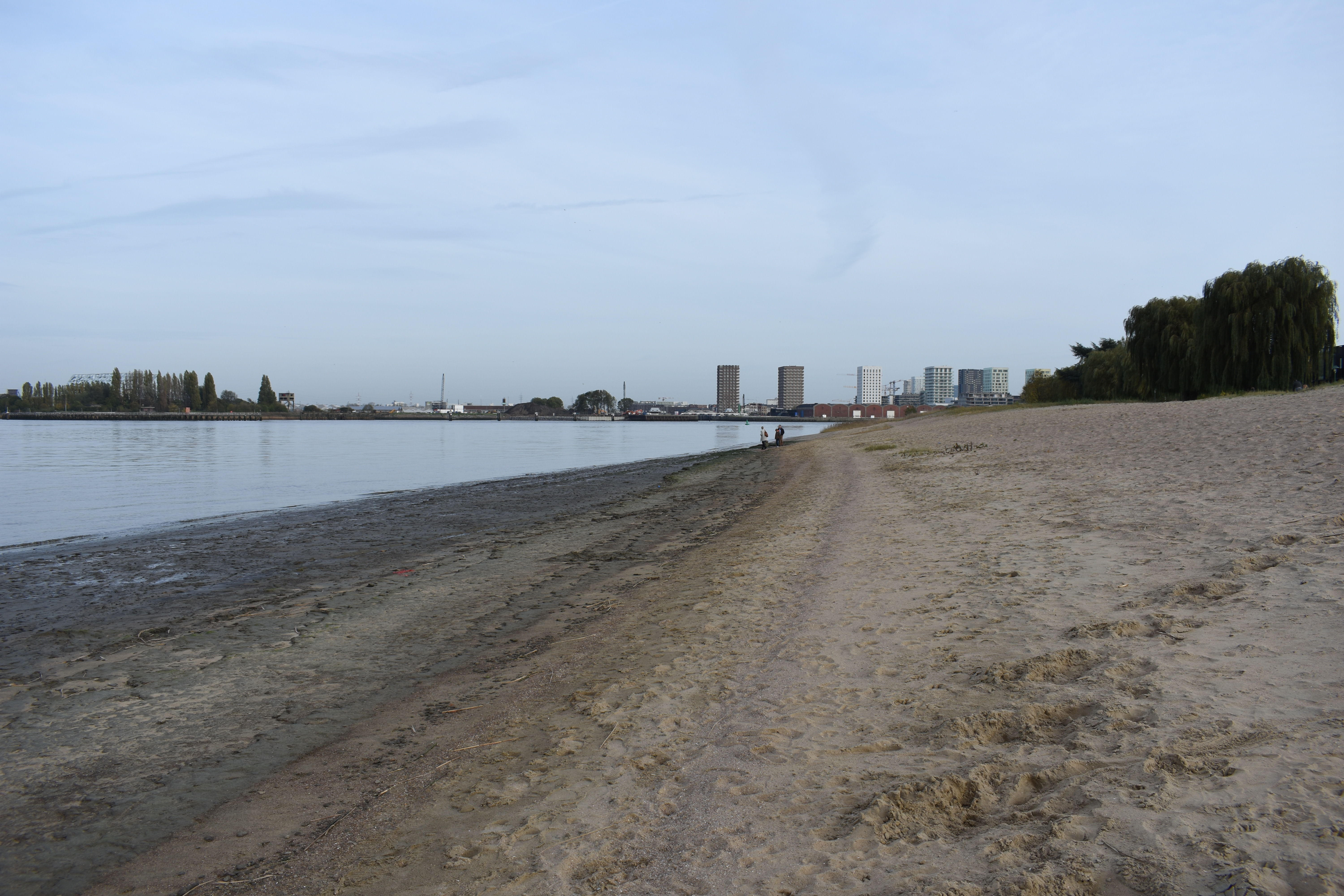
Der Sint-Annastrand bei Ebbe.

Das Rennen wird auf dem Sint-Annastrand am linken Ufer der Schelde im Stadtgebiet von Antwerpen gegenüber der Innenstadt ausgetragen. Es beinhaltet lange Passagen durch den Sand, die von den Fahrern meist zu Fuß zurückgelegt werden müssen.
Erstmals fand das Rennen im Januar 2006 statt. In der Saison 2007/08 wechselte es in den Dezember, wo es seither seinen Platz im Cyclocross-Kalender hat. 2009 wurde kurz vor dem Rennen ein Blindgänger aus dem Zweiten Weltkrieg auf dem Parcours gefunden. Er wurde unschädlich gemacht, und das Rennen fand mit 45-minütiger Verzögerung statt.
Von 2015 bis 2018 und nochmals 2020 gehörte der Scheldecross zur Trofee Veldrijden (inzwischen X²O Badkamers Trofee genannt). In der Saison 2019/2020 wurde der Parcours für die belgischen Meisterschaften im Januar verwendet, so dass der reguläre Scheldecross entfiel. 2021 sollte der Scheldecross erstmals im Rahmen des UCI-Cyclocross-Weltcups stattfinden, konnte jedoch infolge der Corona-Pandemie nicht ausgetragen werden. 2022 war ein Wettkampf wieder möglich, seitdem ist der Scheldecross Teil des Weltcups.

## Siegerliste

### Frauen
- 2006:  Kathy Ingels
- 2007 (Jan):  Marianne Vos
- 2007 (Dez):  Daphny van den Brand
- 2008:  Hanka Kupfernagel
- 2009:  Daphny van den Brand
- 2010:  Hanka Kupfernagel
- 2011:  Katherine Compton
- 2012:  Katherine Compton
- 2013:  Katherine Compton
- 2014:  Sanne Cant
- 2015:  Sanne Cant
- 2016:  Sanne Cant
- 2017:  Sanne Cant
- 2018:  Denise Betsema
- 2019: nicht ausgetragen (belgische Meisterschaften)
- 2020:  Denise Betsema
- 2021: abgesagt (Corona-Pandemie)
- 2022:  Fem van Empel
- 2023:  Fem van Empel
- 2024:  Fem van Empel

### Männer
- 2006:  Sven Nys
- 2007 (Jan):  Niels Albert
- 2007 (Dez):  Radomír Šimůnek
- 2008:  Thijs Al
- 2009:  Sven Nys
- 2010:  Radomír Šimůnek
- 2011:  Sven Nys
- 2012:  Kevin Pauwels
- 2013:  Niels Albert
- 2014:  Mathieu van der Poel
- 2015:  Wout van Aert
- 2016:  Mathieu van der Poel
- 2017:  Mathieu van der Poel
- 2018:  Mathieu van der Poel
- 2019: nicht ausgetragen (belgische Meisterschaften)
- 2020:  Mathieu van der Poel
- 2021: abgesagt (Corona-Pandemie)
- 2022:  Mathieu van der Poel
- 2023:  Mathieu van der Poel
- 2024:  Eli Iserbyt